# Faurea
Faurea is een geslacht uit de familie Proteaceae. De soorten komen voor in tropisch en zuidelijk Afrika en op Madagaskar.

## Soorten
- Faurea arborea Engl.
- Faurea coriacea Marner
- Faurea delevoyi De Wild.
- Faurea discolor Welw.
- Faurea forficuliflora Baker
- Faurea galpinii E.Phillips
- Faurea intermedia Engl. & Gilg
- Faurea lucida De Wild.
- Faurea macnaughtonii E.Phillips
- Faurea racemosa Farmar
- Faurea recondita Rourke & V.R.Clark
- Faurea rochetiana (A.Rich.) Chiov. ex Pic.Serm.
- Faurea rubriflora Marner
- Faurea saligna Harv.
- Faurea wentzeliana Engl.

... · 
Adenanthos · 
Alloxylon · 
Banksia · 
Grevillea · 
Leucadendron · 
Macadamia · 
Persoonia · 
Protea · 
Toronia · 
Xylomelum · 
...